# Nicole Bozon
Pour les articles homonymes, voir Bozon.
Nicole Bozon ou Nicolas Bozon, né au XIIIe siècle et mort au XIVe siècle est un écrivain anglo-normand.
Frère mineur et franciscain, Nicole Bozon est l’auteur, entre 1320 et 1350 de nombreux poèmes religieux et vies de saints en anglo-normand.

## Œuvres
- Les contes moralisés de Nicole Bozon, frère mineur, Éd. Paul Meyer, Lucy Toulmin Smith, Paris ; New York, Firmin Didot, Johnson Reprint. 1989 ; 1868
- Les proverbes de bon enseignement, Éd. Anders Christopher Thorn, Lund, C.W.K. Gleerup; 1921
- Deux poèmes de Nicholas Bozon : Le char d'orgueil. La lettre de l’empereur Orgueil, Éd. Johan Vising, Göteborg, Elanders boktryckeri aktiebolag, 1919
- La plainte d’amour : poème anglo-normand, Éd. Johan Vising, Göteborg, W. Zachrissons Boktr., 1905-1907